# 水上速度記録
水上速度記録（すいじょう そくど きろく、英: water speed record）とは、船舶を用いて水面上で行われる、速度を究めようとする人類の記録である。具体的には、記録への挑戦者が、相反する方向へ1回ずつ船を走らせ、その平均速度が記録として認定される（船の推進方法は問われない）。国際モーターボート連盟が管轄している。
現在（2020年時点）は、オーストラリアのケン・ウォービー (Ken Warby) が、同国のニューサウスウェールズ州にあるブロワリングダム (Blowering Dam) にて、ジェットエンジンを搭載した木製のモーターボート「スピリット・オブ・オーストラリア (Spirit of Australia) 」（■右上の画像が実物）を使って1978年10月8日に記録した317.596マイル毎時（メートル法換算: 約511.121キロメートル毎時）が、史上最高記録である。
なお、水上速度記録はヤード・ポンド法による数値が主体となっており、メートル法の数値は換算されたものである可能性がある。

## 歴史
水上速度記録は挑戦者の事故死率が非常に高い危険な記録であり、ジェットエンジンが記録更新に使用されるようになった1950年代以降は最終的に生還した挑戦者はほとんどいない。
イギリスのレーシングドライバーであるジョン・コッブ (1899-1952) は、1952年9月29日にネス湖でジェットエンジンを使用した「クルセイダー (Crusader) 」で記録を狙ったが、船体が揺れ出して推定240mph（約386km/h）付近で先端が水面に突っ込んで崩壊、機体から水面に叩きつけられて死亡した。イタリアのパワーボートレーサーであるマリオ・ヴェルガ (Mario Verga) も1954年10月8日にイゼーオ湖でピストンエンジン付きの「ラウラIII (Laura III)」で挑戦したが、機体がひっくり返り死亡した。
イギリスのレーシングドライバーマルコム・キャンベルの息子で、同じくレーシングドライバーとなったドナルド・キャンベル (1921-1967) は、1955年7月23日に「ブルーバードK7 (Bluebird K7) 」で史上初の平均速度200mph（約320km/h）突破を達成し、それ以降、1964年までの9年間で、先の記録を含めて7回連続で世界記録を更新した。しかし、アメリカ合衆国のリー・テイラー (Lee Taylor) という挑戦者が現れたことで、1967年1月4日に湖水地方の湖コニストン・ウォーター (Coniston Water) で「ブルーバードK7」によって300mph（約480km/h）超えを狙ったものの、無理があったか、推定320mph（約512km/h）付近で機体がひっくり返り、船ごと水面に叩きつけられたドナルド・キャンベルは死亡した（速度を出そうとして給油しないまま復路を走行したことが原因とされている）。ブルーバードK7の残骸および彼の遺体は2001年になってようやく引き上げられている。一方、テイラーは1967年6月30日にアラバマ州ガンターズビル湖 (Guntersville Lake) で「ハスラー (Hustler)」により285.22mph（約459.02km/h）を叩き出し、世界記録を更新している。
しかしテイラーの記録も、1977年11月20日、オーストラリアのケン・ウォービー (1939年-2023年) によって塗り替えられた。記録は288.60mph（約464.46km/h）。オーストラリアはニューサウスウェールズ州にあるブロワリングダムにて、「スピリット・オブ・オーストラリア」によって達成されたものであった。さらに明くる1978年の10月8日には、同所にてジェットエンジンを換装した同船に乗ったウォービーは317.596mph（約511.121km/h）の大記録を打ち立てた。それ以来、この数値が世界記録であり続けている（※2020年12月 情報確認）。また、平均速度で300mphを超えるスピードを出した挑戦者のなかで生還したのはウォービーのみである（※2016年 情報確認）。
ウォーピーの記録に対して、テイラーは史上初の過酸化水素による一液式ロケットエンジンを搭載したトリマラン「ディスカバリー2 (Discovery II)」によって記録更新を狙ったが、1980年11月13日にタホ湖でのテスト航行において、330mph（約531.084km/h）に達した時に船体が揺れてフロートが波に衝突・破損したためにバランスを失い、水面に叩きつけられて死亡した。ドラッグカーレーサーのクレイグ・アーフォンス (Craig Arfons) も1989年7月9日に米国フロリダ州のジャクソン湖でアフターバーナー搭載のジェットエンジン推進による「レインエックス・チャレンジャー / レインX チャレンジャー (Rain X Challenger)」（ケブラー複合材製）で記録更新を狙ったものの、アフターバーナーに点火直後、推定263mph（423.257km/h）付近で機体が空中に放り出され、パラシュートによる減速も失敗した結果水面に叩きつけられて死亡した。
ウォービーはその後もチャレンジを続けたが、記録更新には至らず、2007年に記録更新のチャレンジから引退し、息子のデヴィッドと共に「スピリット・オブ・オーストラリアII」を開発、記録更新の準備を進めていたが2023年に死去した。
その後も時速300mph以上の記録を更新するための計画は続けられているが、現在（※2020年12月 情報確認）、実現には至っていない。